# Internacia Pedagogia Revuo
Internacia Pedagogia Revuo (IPR) (Nemzetközi Pedagógusok Magazinja) az eszperantó tanárok negyedévente megjelenő eszperantó magazinja, amelyet a Eszperantó Pedagógusok Nemzetközi Szövetsége (ILEI) ad ki. Jelenlegi (2021) főszerkesztője Németh József.

## Története
1907-ben a francia iskolaigazgató Firmin Durieux kollégáival megalapította a Nemzetközi Pedagógusszövetséget és létrehozták az Internacia Pedagogia Revuot (IPR).
A magazin 1908 és 1914 között jelent meg. A kiadás szünetelt az első világháború alatt. 1922 és 1933 között Németországban jelent meg. 1933 és 1939 között Hollandiában jelent meg. 1949-ben megalapították a Eszperantó Tanítók Nemzetközi Ligáját (eszperantó:ILEI). 1958-ban az IPR az ILEI hivatalos orgánuma lett.
A jelenlegi IPR első kiadása 1970 novemberéből származik. 1973-ban Reinhard Haupenthal kezdte szerkeszteni. 1974 és 1975 között az ILEI elnöke Helmut Sonnabend szerkesztette az IPR-t. 1975-től Gaston Torino. 1978-tól két emberből állt a szerkesztői csapat: Helmut Sonnabend és Brunetto Casini. 1986-ban az ILEI igazgatósága úgy döntött, hogy egy csoportnak kell gondoskodni a magazinról, erre Szerdahelyi István vezetésével került sor, de 1987-ben már Ertl István a szerkesztő. 1990-ben Stefan MacGill kezdett dolgozni. 1992-ben vette át a feladatot Kovács Márta. 1995-ben megkezdte szerkesztői munkáját Németh József, aki 2015-ben ünnepelte 20 éves szerkesztői tevékenységét.

## Tartalma
A magazin tartalmaz cikkeket a nyelvtanításról, ötleteket, amelyek segítik az eszperantó tanárokat tevékenységük javításában, információkat az e célból végzett munkáról, beszámolókat az ILEI-országokban végzett kiemelkedő tevékenységekről, valamint kapcsolatokat a mozgalmon kívüli partnerekkel, beszámolókat az ILEI kongresszusokról, szimpóziumok kiírását.

## Fordítás
- Ez a szócikk részben vagy egészben  az   Internacia Pedagogia Revuo című eszperantó Wikipédia-szócikk ezen változatának fordításán alapul.  Az eredeti cikk szerkesztőit annak laptörténete sorolja fel. Ez a jelzés csupán a megfogalmazás eredetét és a szerzői jogokat jelzi, nem szolgál a cikkben szereplő információk forrásmegjelöléseként.